# La Romana (tỉnh)

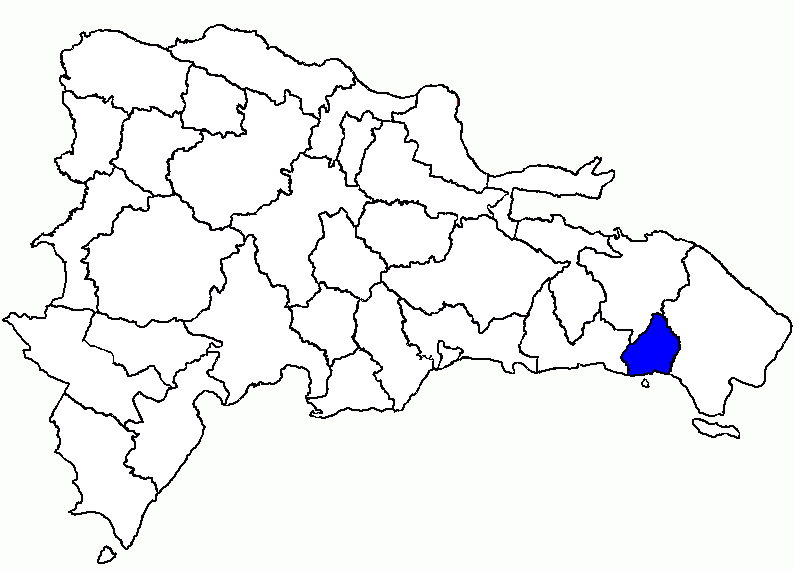
La Romana

La Romana là một tỉnh của Cộng hòa Dominica. Tỉ lỵ là thành phố La Romana, là thành phố lớn thứ 3 quốc gia này. Tỉnh này đã được tách ra từ La Altagracia vào năm 1968.

## Các đô thị và các huyện đô thị
Đến thời điểm ngày 20 tháng 10 năm 2006, tỉnh này được chia thành đô thị (municipio) và các huyện đô thị (distrito municipal - D.M.):
- Guaymate
- La Romana
  - La Caleta (D.M.)
- Villa Hermosa
  - Cumayasa (D.M.)

Dưới đây là các đô thị với dân số theo điều tra năm 2002.
| Tên                | Tổng dân số | Dân số đô thị | Dân số nông thôn |
| ------------------ | ----------- | ------------- | ---------------- |
| Guaymate           | 40125       | 8384          | 31741            |
| La Romana          | 311982      | 276511        | 35471            |
| Villa Hermosa      | 45368       | 15517         | 29851            |
| La Romana province | 397475      | 300412        | 97063            |